# Cerro Otate
Cerro Otate är en ort i Mexiko.   Den ligger i kommunen San José Tenango och delstaten Oaxaca, i den sydöstra delen av landet, 290 km sydost om huvudstaden Mexico City. Cerro Otate ligger 815 meter över havet och antalet invånare är 393.
Terrängen runt Cerro Otate är kuperad norrut, men söderut är den bergig. Runt Cerro Otate är det ganska tätbefolkat, med 86 invånare per kvadratkilometer. Närmaste större samhälle är Huautla de Jiménez, 17,5 km väster om Cerro Otate. I omgivningarna runt Cerro Otate växer i huvudsak städsegrön lövskog.